# 밀러니코바르쥐
밀러니코바르쥐 또는 니코바르제도쥐, 넌센스쥐(Rattus burrus)는 시궁쥐속에 속하는 설치류의 일종이다. 인도 니코바르 제도의 토착종이다. 그레이트 니코바르섬과 리틀 니코바르섬, 트링캇섬에서 발견된다. 카 니코바르섬에서는 밀러니코바르쥐 대신에 팜쥐(Rattus palmarum)와 시킴쥐(Rattus andamanensis)가 발견된다.
1902년 밀러(Miller)가 처음 기술했고, 밀러는 밀러니코바르쥐를 생쥐속(Mus)으로 분류했다. 현재는 시궁쥐속(Rattus)으로 분류한다. 원래 밀러의 기술에는 통용명이 포함되지 않았기 때문에 "넌센스쥐"라는 이름의 기원은 불확실하지만 IUCN과 같은 좀더 최근의 출처에는 포함되어 있다.

## 분포 및 서식지
니코바르 제도의 토착종으로 그레이트 니코바르섬과 리틀 니코바르섬, 트링캇섬에 고립된 개체군으로 제한적으로 분포한다. 열대 상록수 숲과 준상로수 숲에서 서식한다.

## 보전 상태
국제 자연 보전 연맹(IUCN)이 현재 "절멸위기종"으로 분류하고 있다. 현재 니코바르제도에서 개체수가 얼마나 풍부하고, 어디에 분포하는지 거의 알려져 있지 않지만, 팜농장으로 숲이 전환되고 주민들의 정착지가 전반적으로 확장되고 있기 때문에 서식지 감소로 위협을 받을 가능성이 있다.